# 宮城県古川工業高等学校
宮城県古川工業高等学校（みやぎけん ふるかわこうぎょうこうとうがっこう、英称:Miyagi Prefectural Furukawa Technical High School））は、宮城県大崎市古川北町四丁目にある男女共学の県立工業高等学校、通称は｢古工」（ふるこう）、または｢古テク」（ふるてく）。

## 概要
1934年、古川商業専修学校として開校。私立や古川町立を経て戦後の1947年に宮城県に移管され、翌1948年に学制改革に伴い新制高等学校の宮城県古川工業高等学校となり現在に至る。宮城県北部唯一の工業高校であり、全日制5学科・定時制2学科を抱える県内では大規模な工業高校である。卒業後の進路は就職が約6割、進学が約4割となっている。
部活動が盛んであり、特に男子バレーボール部はバレーボール日本男子代表を2人（蘇武幸志、藤井直伸）輩出しているなど公立校ながら強豪校として知られている。また、硬式野球部も2011年夏（第93回）に出場している。

### 校訓
「学校概要」（宮城県古川工業高等学校公式ホームページ）を参照。
- 「友愛 (Friendship)」
- 「誠実 (Truth)」
- 「勇気 (High Spirits)」

### 校章
萩の葉の台地に「F」・「T」・「H」の三文字を配置している。F・T・Hは、古川工業高等学校の英文の頭文字（Furukawa Technical High School）を表すと同時に、友愛 (Friendship)、誠実 (Truth)、勇気 (High Spirits)といったように校訓をも表している。

### 校歌・応援歌
- 校歌 - 作詞：松坂龍二郎、作曲：海鋒義美[4]
- 逍遥歌
- 凱歌
- 第一応援歌
- 第二応援歌
- 第三応援歌
- 第五応援歌

## 沿革
「学校概要」（宮城県古川工業高等学校公式ホームページ）を参照。
- 1934年4月12日 - 古川商業専修学校として開校。
- 1936年
  - 3月31日 - 私立青年学校古川商業専修学校と改称。
  - 4月27日 - 公立青年学校宮城県志田郡古川町商業専修学校と改称。
- 1938年3月19日 - 宮城県古川商業学校と改称（古川町立）。
- 1944年3月11日 - 宮城県古川工業学校と改称。
- 1947年4月21日 - 古川町より宮城県に移管。
- 1948年4月1日 - 宮城県古川工業高等学校と改称。
- 1997年 - 新校舎が完成。

## 設置学科
「学校概要」（宮城県古川工業高等学校公式ホームページ）を参照。

### 全日制課程
- 土木情報科
- 建築科
- 電気電子科
- 機械科
- 化学技術科

### 定時制課程
- 機械科
- 電気科

## 学校行事
「学校案内」（宮城県古川工業高等学校公式ホームページ）を参照
- 4月 - 始業式、入学式
- 5月 - 生徒大会
- 6月 - 県総体
- 7月 - 体育祭、面談週間、職場見学会
- 9月 - 芸術教室、生徒会役員選挙終業式
- 10月 - 古工展
- 12月 - 修学旅行（2年）、古工フリートーキング
- 1月 - 県総体（スキー）
- 2月 - 卒業生を送る会
- 3月 - 卒業式、修業式、離任式

## 部活動
「学校案内」（宮城県古川工業高等学校公式ホームページ）を参照。インターハイなど全国大会・地方大会出場経験がある部活動は太字で示した。
| - 野球部 - バレーボール部 - バスケットボール部 - ハンドボール部 - ソフトテニス部 - バドミントン部 - 卓球部 - ラグビー部 - サッカー部 - 陸上部 - 自転車競技部 - 剣道部 - 柔道部 - 水泳部 - スキー部 | - 土木情報研究部 - 建築研究部 - 電気電子研究部 - 機械研究部 - 化学技術研究部 - 理科研究部 - 英語研究部 - 計数部 - 美術部 - 吹奏楽部 - 書道部 - 演劇部 - 写真部 - 囲碁将棋部 - ダンス部 |

## 著名な出身者

### スポーツ
- 蘇武幸志 - バレーボール日本男子代表
- 藤井直伸 - バレーボール日本男子代表
- 遠藤大地 - 陸上選手

### 技術者
- 原口證 - 円周率の暗唱で有名

### 芸術
- 高野ムツオ - 俳人
- いがらしみきお - 漫画家
- 蒔野靖弘 - 漫画家
- 勝又進 - 漫画家

## 同窓会組織
同窓会組織として「宮城県古川工業高等学校同窓会」（略称：古工同窓会）があり、居住地域別・職域別・年次別・クラブ活動別などの同窓会がそれぞれ組織されている。
「地域別同窓会組織」
- 本部古工同窓会
- 関東古工同窓会
- その他、各地域別同窓会

「職域別同窓会組織」
- 県庁泉会・建設古工会・建友会・電友会・機友会・化学会など。

「同期会」
- 各学年別同窓会

「部活動OB・OG会」
- 各部活動別同窓会

「関東在住四校合同同窓会」
- 毎年1月に上野精養軒会館で古川工業・古川高校・古川黎明・古川学園の関東在住の卒業生による合同新年会を開催している。

## アクセス
- JR東北新幹線・陸羽東線古川駅より徒歩20分（2.0km）[4]
- 古川ICから車で約10分（4.5km）[4]